# Tradição da Zona Leste
Tradição da Zona Leste foi uma escola de samba da cidade de São Paulo, localizada no distrito de Sapopemba, sendo uma dissidência da Combinados de Sapopemba, constituída logo após o carnaval de 1996.

## História
A ideia de se fundar uma nova escola de samba no bairro de Sapopemba, zona leste de São Paulo, se deu em 9 de março de 1996, logo após o carnaval, quando um grupo de sambistas que pertenciam à escola de samba Combinados de Sapopemba, inconformados com os resultados obtidos e pela forma com que a diretoria da agremiação conduzia o carnaval, resolveram tentar fazer uma reformulação total na até então única escola do bairro.
Muitos fundadores e colaboradores deram o pontapé inicial e colocaram em prática esta ideia, ganhando o aval dos moradores do bairro e da região. Após algumas reuniões em casa de colegas e entidades das proximidades, surgia a escola de samba Tradição da Zona Leste, nas cores azul, branco e preto.
A euforia dos componentes da mais nova entidade era tamanha, que até mesmo antes da UESP (União das Escolas de Samba Paulistanas) confirmar a presença da Tradição da Zona Leste no carnaval de 1997, a diretoria já tinha escolhido o enredo que seria apresentado pela agremiação em seu primeiro desfile oficial.
Após várias reuniões na UESP, que era presidida pelo Sr. Robson de Oliveira e que tinha a Sra. Edleia dos Santos como sua vice-presidente, circulou a notícia no bairro de que a escola poderia desfilar oficialmente. Os componentes, ao encontrarem os moradores do bairro, divulgavam a notícia e imediatamente deram sua adesão.
Em 2010, após um mau desfile, onde obteve menos do que 60,00 pontos, a escola foi suspensa pela UESP, por isso, de acordo com o regulamento, só poderá retornar aos desfiles oficiais no ano de 2016.

## Carnavais
| Ano                        | Colocação   | Grupo | Enredo                                                                                  | Carnavalesco | Ref. |
| -------------------------- | ----------- | ----- | --------------------------------------------------------------------------------------- | ------------ | ---- |
| 1997                       | Vice-Campeã | IV    | A sorte é cega, não de bola para o azar                                                 |              |      |
| 1998                       | Campeã      | III   | Brasil-exportação                                                                       |              |      |
| 1999                       | 10º Lugar   | II    | Parabéns trabalhadores                                                                  |              |      |
| 2000                       | 8º Lugar    | III   | Gaviões da Fiel: 30 anos de glória                                                      |              |      |
| 2001                       | Campeã      | III   | São Paulo de todas as raças                                                             |              |      |
| 2002                       | Campeã      | II    | Isto é Itu: Berço da república do Brasil                                                |              |      |
| 2003                       | 6º Lugar    | I     | Pirapora é tradição e samba                                                             |              |      |
| 2004                       | 10º Lugar   | I     | São Paulo de todos os tempos                                                            |              |      |
| 2005                       | 10º Lugar   | II    | Os quatro elementos: Terra, água, fogo e ar                                             | Vicente      |      |
| 2006                       | 10º Lugar   | III   | Parabéns, seis décadas de cultura, formação e informação: O SESC é tradição!            |              |      |
| 2007                       | 12º Lugar   | III   | Suzano, o caminho real semeando o futuro                                                |              |      |
| 2008                       | 13º Lugar   | III   | Brasil-Nigéria, do elo da escravidão ao laço da união                                   |              |      |
| 2009                       | 4º Lugar    | IV    | Terra, Mãe de Todos Que Nela Habitam! É Preciso Consciência Para a Continuidade da Vida |              |      |
| 2010                       | 5º Lugar    | IV    | Água, Essência da Vida                                                                  |              |      |
| Suspensa entre 2011 a 2013 |             |       |                                                                                         |              |      |
| 2014                       | 7º Lugar    | IV    | Do brilho do ouro ao progresso, Araçariguama, exemplo de sucesso                        | Kauê Miron   |      |